# Кюуярви
Кюуярви (фин. Kyyjärvi) — община в провинции Центральная Финляндия, Финляндия. Общая площадь территории — 469,62 км², из которых 21,39 км² — вода.

## Демография
На 31 января 2011 года в общине Кюуярви проживают 1504 человека: 764 мужчины и 740 женщин.
Финский язык является родным для 99,2 % жителей, шведский — для 0,07 %. Прочие языки являются родными для 0,73 % жителей общины.
Возрастной состав населения:
- до 14 лет — 14,96 %
- от 15 до 64 лет — 60,7 %
- от 65 лет — 24,6 %

Изменение численности населения по годам:
| Год  | Численность |
| ---- | ----------- |
| 1980 | 1952        |
| 1990 | 1996        |
| 2000 | 1793        |
| 2010 | 1508        |
| 2011 | 1504        |